# Чемпионат Европы по футболу среди молодёжных команд 2019
Чемпионат Европы по футболу среди молодёжных команд 2019 (англ. UEFA Under-21 Championship 2019) стал 22-м розыгрышем турнира. Финальная часть проходила в Италии и Сан-Марино с 16 по 30 июня 2019 года.
В турнире смогли принять участие футболисты, родившиеся после 1 января 1996 года.
Этот чемпионат также стал отборочным к футбольному турниру на летних Олимпийских играх 2020.

## Отборочный турнир
В отборочном турнире, который начался в марте 2017 года и завершился в ноябре 2018 года, принимают участие 54 команды, которые были поделены на 9 групп по шесть команд, где они сыграют между собой по одному матчу дома и на выезде. Девять победителей групп выходят напрямую в финальную стадию, а четыре лучшие команды среди занявших вторые места, разыгрывают две путёвки в финальную часть в стыковых матчах. Сборная Италии автоматически квалифицирована как хозяйка турнира, но при этом Сан-Марино автоматической квалификации не имеет.

### Квалифицировались в финальный турнир
| Команда  | Участие в финале | Последнее участие | Лучший результат                          |
| -------- | ---------------- | ----------------- | ----------------------------------------- |
| Италия   | 20-е             | 2017              | Победитель (1992, 1994, 1996, 2000, 2004) |
| Испания  | 14-е             | 2017              | Победитель (1986, 1998, 2011, 2013)       |
| Франция  | 9-е              | 2006              | Победитель (1988)                         |
| Англия   | 15-е             | 2017              | Победитель (1982, 1984)                   |
| Сербия   | 11-е             | 2017              | Победитель (1978*)                        |
| Германия | 12-е             | 2017              | Победитель (2009, 2017)                   |
| Хорватия | 3-е              | 2004              | Групповой этап (2000, 2004)               |
| Дания    | 8-е              | 2017              | Полуфинал (1992, 2015)                    |
| Бельгия  | 3-е              | 2007              | Полуфинал (2007)                          |
| Румыния  | 2-е              | 1998              | 1/4 финала (1998)                         |
| Польша   | 7-е              | 2017              | 1/4 финала (1982, 1984, 1986, 1992, 1994) |
| Австрия  | 1-е              | —                 | дебют                                     |

* В составе  Югославии.

## Места проведения
| Болонья             | Болонья Реджо-нель-Эмилия Чезена Триест Удине СерраваллеЧемпионат Европы по футболу среди молодёжных команд 2019, Италия | Реджо-нель-Эмилия   |
| Ренато Даль-Ара     | Болонья Реджо-нель-Эмилия Чезена Триест Удине СерраваллеЧемпионат Европы по футболу среди молодёжных команд 2019, Италия | Мапеи               |
| Вместимость: 38 279 | Болонья Реджо-нель-Эмилия Чезена Триест Удине СерраваллеЧемпионат Европы по футболу среди молодёжных команд 2019, Италия | Вместимость: 23 717 |
|                     | Болонья Реджо-нель-Эмилия Чезена Триест Удине СерраваллеЧемпионат Европы по футболу среди молодёжных команд 2019, Италия |                     |
| Чезена              | Болонья Реджо-нель-Эмилия Чезена Триест Удине СерраваллеЧемпионат Европы по футболу среди молодёжных команд 2019, Италия | Триест              |
| Дино Мануцци        | Болонья Реджо-нель-Эмилия Чезена Триест Удине СерраваллеЧемпионат Европы по футболу среди молодёжных команд 2019, Италия | Нерео Рокко         |
| Вместимость: 23 860 | Болонья Реджо-нель-Эмилия Чезена Триест Удине СерраваллеЧемпионат Европы по футболу среди молодёжных команд 2019, Италия | Вместимость: 32 454 |
|                     | Болонья Реджо-нель-Эмилия Чезена Триест Удине СерраваллеЧемпионат Европы по футболу среди молодёжных команд 2019, Италия |                     |
| Удине               | Болонья Реджо-нель-Эмилия Чезена Триест Удине СерраваллеЧемпионат Европы по футболу среди молодёжных команд 2019, Италия | Серравалле          |
| Фриули              | Болонья Реджо-нель-Эмилия Чезена Триест Удине СерраваллеЧемпионат Европы по футболу среди молодёжных команд 2019, Италия | Олимпийский стадион |
| Вместимость: 25 144 | Болонья Реджо-нель-Эмилия Чезена Триест Удине СерраваллеЧемпионат Европы по футболу среди молодёжных команд 2019, Италия | Вместимость: 6 664  |
|                     | Болонья Реджо-нель-Эмилия Чезена Триест Удине СерраваллеЧемпионат Европы по футболу среди молодёжных команд 2019, Италия |                     |

## Финальный турнир

### Экипировка команд
| Бренд  | # | Сборные                           |
| ------ | - | --------------------------------- |
| Nike   | 4 | Англия, Польша, Франция, Хорватия |
| Puma   | 3 | Австрия, Италия, Сербия           |
| Adidas | 3 | Бельгия, Германия, Испания,       |
| Joma   | 1 | Румыния                           |
| Hummel | 1 | Дания                             |

## Судьи
| Алексей Кульбаков Георгий Кабаков Орель Гринфельд Андрис Трейманис Сердар Гёзюбююк | Иштван Ковач Срджан Йованович Андреас Экберг Роберт Мэдден |

## Групповой этап
| Легенда | Легенда                                                                                  |
| ------- | ---------------------------------------------------------------------------------------- |
|         | Победители групп, занявшие первые места, вышедшие в 1/2 финала                           |
|         | Лучшая команда занявшая второе место по итогам группового турнира, вышедшая в 1/2 финала |
|         | Команды, потерявшие шанс на дальнейшее участие в турнире                                 |

### Группа А
| М | Команда | И | В | Н | П | Мячи  | ±  | О |
| - | ------- | - | - | - | - | ----- | -- | - |
| 1 | Испания | 3 | 2 | 0 | 1 | 8 − 4 | +4 | 6 |
| 2 | Италия  | 3 | 2 | 0 | 1 | 6 − 3 | +3 | 6 |
| 3 | Польша  | 3 | 2 | 0 | 1 | 4 − 7 | −3 | 6 |
| 4 | Бельгия | 3 | 0 | 0 | 3 | 4 − 8 | −4 | 0 |

| Польша                                     | 3:2     | Бельгия                   |
| ------------------------------------------ | ------- | ------------------------- |
| Журковски 26′ · Белик 52′ · Шиманьский 79′ | (отчёт) | Лейа Исека 16′ · Колс 84′ |

| Италия                                   | 3:1     | Испания     |
| ---------------------------------------- | ------- | ----------- |
| Кьеза 36′, 64′ · Л.Пеллегрини 82′ (пен.) | (отчёт) | Себальос 9′ |

| Испания                      | 2:1     | Бельгия    |
| ---------------------------- | ------- | ---------- |
| Дани Ольмо 7′ · Форнальс 89′ | (отчёт) | Борнау 24′ |

| Италия | 0:1     | Польша    |
| ------ | ------- | --------- |
|        | (отчёт) | Белик 40′ |

| Бельгия       | 1:3     | Италия                                |
| ------------- | ------- | ------------------------------------- |
| Верхаерен 79′ | (отчёт) | Барелла 44′ · Кутроне 53′ · Кьеза 89′ |

| Испания                                                                  | 5:0     | Польша |
| ------------------------------------------------------------------------ | ------- | ------ |
| Форнальс 17′ · Ойарсабаль 35′ · Фабиан 39′ · Себальос 71′ · Майораль 90′ | (отчёт) |        |

### Группа B
| М | Команда  | И | В | Н | П | Мячи   | ±  | О |
| - | -------- | - | - | - | - | ------ | -- | - |
| 1 | Германия | 3 | 2 | 1 | 0 | 10 − 3 | +7 | 7 |
| 2 | Дания    | 3 | 2 | 0 | 1 | 6 − 4  | +2 | 6 |
| 3 | Австрия  | 3 | 1 | 1 | 1 | 4 − 4  | 0  | 4 |
| 4 | Сербия   | 3 | 0 | 0 | 3 | 1 − 10 | −9 | 0 |

| Сербия | 0:2     | Австрия                |
| ------ | ------- | ---------------------- |
|        | (отчёт) | Вольф 37′ · Хорват 78′ |

| Германия                         | 3:1     | Дания           |
| -------------------------------- | ------- | --------------- |
| Рихтер 28′, 52′ · Вальдшмидт 65′ | (отчёт) | Сков 73′ (пен.) |

| Дания                        | 3:1     | Австрия            |
| ---------------------------- | ------- | ------------------ |
| Меле 33′, 77′ · Ольсен 90+3′ | (отчёт) | Линхарт 47′ (пен.) |

| Германия                                                       | 6:1     | Сербия              |
| -------------------------------------------------------------- | ------- | ------------------- |
| Рихтер 16′ · Вальдшмидт 30′, 37′, 80′ · Дауд 69′ · Майер 90+2′ | (отчёт) | Живкович 85′ (пен.) |

| Австрия          | 1:1     | Германия       |
| ---------------- | ------- | -------------- |
| Дансо 24′ (пен.) | (отчёт) | Вальдшмидт 14′ |

| Дания                            | 2:0     | Сербия |
| -------------------------------- | ------- | ------ |
| Бруун Ларсен 21′ · Расмуссен 51′ | (отчёт) |        |

### Группа C
| М | Команда  | И | В | Н | П | Мячи  | ±  | О |
| - | -------- | - | - | - | - | ----- | -- | - |
| 1 | Румыния  | 3 | 2 | 1 | 0 | 8 − 3 | +5 | 7 |
| 2 | Франция  | 3 | 2 | 1 | 0 | 3 − 1 | +2 | 7 |
| 3 | Англия   | 3 | 0 | 1 | 2 | 6 − 9 | −3 | 1 |
| 4 | Хорватия | 3 | 0 | 1 | 2 | 4 − 8 | −4 | 1 |

| Румыния                                         | 4:1     | Хорватия   |
| ----------------------------------------------- | ------- | ---------- |
| Пушкаш 11′ · Хаджи 14′ · Бэлуцэ 66′ · Петре 88′ | (отчёт) | Влашич 18′ |

| Англия    | 1:2     | Франция                              |
| --------- | ------- | ------------------------------------ |
| Фоден 54′ | (отчёт) | Иконе 89′ · Уан-Биссака 90+5′ (авт.) |

| Англия                 | 2:4     | Румыния                                          |
| ---------------------- | ------- | ------------------------------------------------ |
| Грей 79′ · Абрахам 87′ | (отчёт) | Пушкаш 76′ (пен.) · Хаджи 85′ · Коман 89′, 90+3′ |

| Франция    | 1:0     | Хорватия |
| ---------- | ------- | -------- |
| Дембеле 8′ | (отчёт) |          |

| Хорватия                      | 3:3     | Англия                                        |
| ----------------------------- | ------- | --------------------------------------------- |
| Брекало 39′, 82′ · Влашич 62′ | (отчёт) | Нельсон 11′ (пен.) · Мэддисон 48′ · Кенни 70′ |

| Франция | 0:0     | Румыния |
| ------- | ------- | ------- |
|         | (отчёт) |         |

### Рейтинг команд, занявших второе место
| М | Команда | И | В | Н | П | Мячи  | ±  | О |
| - | ------- | - | - | - | - | ----- | -- | - |
| 1 | Франция | 3 | 2 | 1 | 0 | 3 − 1 | +2 | 7 |
| 2 | Италия  | 3 | 2 | 0 | 1 | 6 − 3 | +3 | 6 |
| 3 | Дания   | 3 | 2 | 0 | 1 | 6 − 4 | +2 | 6 |

## Плей-офф
|  | Полуфиналы                  | Полуфиналы |                 |   | Финал | Финал |
|  |                             |            |                 |   |       |       |
|  | 27 июня – Реджо-нель-Эмилия |            |                 |   |       |       |
|  |                             |            |                 |   |       |       |
|  | Испания                     | 4          |                 |   |       |       |
|  | Испания                     | 4          | 30 июня – Удине |   |       |       |
|  | Франция                     | 1          |                 |   |       |       |
|  | Франция                     | 1          | Испания         | 2 |       |       |
|  | 27 июня – Болонья           |            | Испания         | 2 |       |       |
|  |                             | Германия   | 1               |   |       |       |
|  | Германия                    | Германия   | 1               | 4 |       |       |
|  | Германия                    |            |                 | 4 |       |       |
|  | Румыния                     | 2          |                 |   |       |       |
|  | Румыния                     | 2          |                 |   |       |       |

### Полуфиналы
| Германия                                      | 4:2     | Румыния                |
| --------------------------------------------- | ------- | ---------------------- |
| Амири 21′, 90+4′ · Вальдшмидт 51′ (пен.), 90′ | (отчёт) | Пушкаш 26′ (пен.), 44′ |

| Испания                                                       | 4:1     | Франция           |
| ------------------------------------------------------------- | ------- | ----------------- |
| Рока 28′ · Ойарсабаль 45+5′ (пен.) · Ольмо 47′ · Майораль 67′ | (отчёт) | Матета 16′ (пен.) |

### Финал
| Германия  | 1:2 | Испания             |
| --------- | --- | ------------------- |
| Амири 88′ |     | Руис 8′ · Ольмо 69′ |

## Бомбардиры
7 голов
- Лука Вальдшмидт

4 гола
- Джордже Пушкаш

3 гола
- Марко Рихтер
- Надим Амири
- Федерико Кьеза
- Дани Ольмо

2 гола
- Крыстян Белик
- Йоаким Меле
- Флоринел Коман
- Янис Хаджи
- Дани Себальос
- Пабло Форнальс
- Борха Майораль
- Фабиан Руис
- Микель Ойарсабаль
- Йосип Брекало
- Никола Влашич

1 гол
- Саша Хорват
- Ханнес Вольф
- Филипп Линхарт
- Кевин Дансо
- Фил Фоден
- Рис Нельсон
- Джеймс Мэддисон
- Джонджо Кенни
- Дион Колс
- Аарон Лейя Исека
- Себастиан Борнау
- Яри Верхаерен
- Роберт Сков
- Андреас Сков Ольсен
- Якоб Бруун Ларсен
- Якоб Расмуссен
- Махмуд Дауд
- Арне Майер
- Марк Рока
- Лоренцо Пеллегрини
- Николо Барелла
- Патрик Кутроне
- Себастиан Шиманьский
- Шимон Журковски
- Тудор Бэлуцэ
- Адриан Петре
- Андрия Живкович
- Жонатан Иконе
- Мусса Дембеле
- Жан-Филипп Матета

1 автогол
- Эрон Уан-Биссака